# Mingzhao
Mingzhao (kinesiska: 明照, 明照乡) är en socken i Kina. Den ligger i provinsen Hunan, i den södra delen av landet, omkring 41 kilometer sydost om provinshuvudstaden Changsha. Antalet invånare är 26237. Befolkningen består av 12 791 kvinnor och 13 446 män. Barn under 15 år utgör 14,0 %, vuxna 15-64 år 76 %, och äldre över 65 år 9,0 %.
Genomsnittlig årsnederbörd är 1 875 millimeter. Den regnigaste månaden är maj, med i genomsnitt 330 mm nederbörd, och den torraste är oktober, med 39 mm nederbörd.